# Ilyushin Il-62
L'Ilyushin Il-62 (in russo Ильюшин Ил-62?, Il'jušin Il-62, nome in codice NATO Classic) è un quadrigetto di linea ad ala bassa a freccia progettato dall'OKB 39 diretto da Sergej Vladimirovič Il'jušin e sviluppato in Unione Sovietica negli anni sessanta.
Prodotto presso lo stabilimento della Ilyushin di Kazan', è caratterizzato dal posizionamento delle due coppie di motori turbogetto ai lati della fusoliera e dall'impennaggio a T, e venne utilizzato principalmente in campo civile per il trasporto passeggeri su tratte a lungo raggio.

## Storia

### Sviluppo
Nei primi anni sessanta l'Aeroflot, la compagnia aerea di bandiera sovietica, espresse un urgente bisogno di integrare la propria flotta con nuovi velivoli a lungo raggio.
Per sopperire alla sua richiesta venne avviato lo sviluppo di un nuovo velivolo commerciale affidato all'ufficio di progettazione (OKB) 39 con l'obiettivo di equiparare in prestazioni gli equivalenti Boeing 707 e Douglas DC-8 di produzione statunitense. Nell'ottica delle politiche commerciali della compagnia sovietica il nuovo modello era destinato a ricoprire la rotta intercontinentale a lungo raggio collegando Mosca e L'Avana via Chabarovsk.
Il primo prototipo volò il 3 gennaio 1963 equipaggiato con quattro turbogetti Lyulka AL-7 in sostituzione dei turbofan Kuznetsov NK-8-4. A causa della minore spinta erogata dagli AL-7 rispetto agli NK-8 il prototipo si schiantò in decollo durante un volo di prova quando non riuscì a staccarsi dalla pista per tempo e urtò una recinzione.
Nel 1971 volò per la prima volta la versione Il-62M dotata di turbofan Solov'ëv D-30KU e di altre modifiche aerodinamiche; nel 1978 questa versione venne sviluppata nell'Il-62MK con capacità passeggeri e peso massimo al decollo incrementati.
La produzione ha smesso di procedere regolarmente nel 1993 e l'ultima cellula, appartenente a un esemplare destinato al governo del Sudan, è stata assemblata nel 2004. In totale sono stati prodotti 292 esemplari inclusi i prototipi ma 3 sono rimasti invenduti presso l'impianto di produzione. L'ultimo esemplare consegnato è stato venduto nel 1999 a KAPO Air Magma.
Tra il 2001 e il 2007 tre esemplari di Il-62M sono stati convertiti in velivoli cargo mantenendo invariata la stiva e trasformando la cabina passeggeri in cargo.

### Impiego operativo
L'Il-62 è entrato in servizio con Aeroflot il 10 marzo 1967. Mano a mano che nuovi esemplari venivano immessi in servizio sulle rotte a lungo raggio i Tupolev Tu-114, che erano impiegati in precedenza su queste rotte, venivano relegati a rotte di lungo raggio domestiche. In Aeroflot l'ingresso in servizio della versione Il-62M portò alla dismissione dei primi esemplari di Il-62.
Circa 80 esemplari sono stati esportati nei paesi socialisti e alcuni esemplari sono stati noleggiati in wet lease da Air France e Japan Airlines nel 1970 e da KLM nel 1971 per operare voli dalle rispettive nazioni verso l'Unione Sovietica; gli aerei in servizio per Japan Airlines e KLM sono stati dotati di una livrea ibrida.
I primi velivoli vennero esportati in Cecoslovacchia nel 1969 dove prestarono servizio per CSA Czechoslovak Airlines e per il Governo; in totale CSA operò con 15 Il-62 e 6 Il-62M tra il 1969 e il 1997; Interflug operò con 6 Il-62, 16 Il-62M e 2 Il-62MK, di cui 21 in servizio passeggeri e 3 in servizio governativo; Cubana de Aviación fu il primo cliente straniero per la versione Il-62M ed operò con 15 Il-62 di proprietà e altri 12 in leasing da Aeroflot e TAROM (che a sua volta possedeva 3 Il-62 e 2 Il-62M); Uzbekistan Airways acquistò 10 Il-62 dalla Germania dopo la sua riunificazione.
In seguito alla crisi del 2008, a causa degli elevati costi operativi e del fallimento di diverse compagnie aeree russe, un notevole numero di Il-62 venne dismesso dal servizio: nel 2009 rimanevano in servizio 38 esemplari a fronte degli 88 operativi nel 2006.

## Tecnica
L'Ilyushin Il-62 è l'unico aereo di linea, insieme al Vickers VC10, ad avere i quattro motori alloggiati in coda sotto un impennaggio a T. Questa particolare configurazione, studiata dallo TsAGI in quanto al tempo l'OKB Ilyushin non possedeva risorse per un suo studio, permette di ridurre il rumore in cabina, di avere un'ala pulita e di conseguenza di incrementarne l'efficienza, conferisce all'aeromobile maggiore stabilità in turbolenza e consente di avere superfici di coda più piccole in quanto il momento di imbardata dovuto alla spinta è ridotto. D'altro canto questa configurazione implica una struttura alare e una sezione di coda più pesanti, in quanto l'ala priva di motori deve sopportare un momento flettente superiore e la coda deve sostenere i piloni su cui sono montati i motori. Inoltre, la configurazione a T, ad elevati angoli di incidenza, espone i piani di coda al flusso dell'ala in condizioni di incipiente separazione e li induce in una condizione detta di superstallo, nella quale i piani di coda stallano e diventano inservibili. Per compensare questa evenienza l'aereo venne dotato di un sistema di stick pusher.
Un'altra particolarità dell'Il-62 è il cosiddetto dente di sega, una discontinuità spigolosa nel bordo d'attacco di un'ala a freccia, che determina la nascita di un vortice: in un aereo con ala a freccia positiva il flusso d'aria che scorre sul dorso dell'ala tende a spostarsi e a separare verso le estremità; il vortice che viene generato riduce lo scorrimento del flusso verso l'estremità alare salvaguardando gli alettoni dallo stallo e aumentando la stabilità longitudinale.
La struttura dell'aereo è interamente metallica con una struttura a semi-monoscocca; la fusoliera, in lega di alluminio, è di forma ovale, con altezza di 4,1 m e larghezza di 3,8 m, i carrelli sono in acciaio. Ad eccezione dei flaps e dell'incidenza dei piani di coda, che sono mossi da motori elettrici, i controlli sono interamente meccanici e privi di amplificatori idraulici, facendo dell'Il-62 il più grande aereo mai costruito dotato di questo tipo di controlli. L'Il-62 era fornito di un carrello ausiliario posizionato sotto la coda in quanto a terra il baricentro poteva risultare collocato dietro il carrello principale; questo carrello non rientrava completamente nella fusoliera in quanto in decollo svolgeva anche la funzione di pattino per proteggere la struttura in caso di tailstrike. Un'altra compensazione per ovviare al baricentro arretrato, utilizzata essenzialmente durante i voli, era l'installazione un serbatoio d'acqua non pressurizzato in posizione avanzata in fusoliera.
L'avionica include un pilota automatico di tipo Polёt-1, un radar Doppler rimpiazzato da un sistema di navigazione inerziale sugli Il-62M e dal GPS a partire dagli anni '90 su tutte le versioni, Automatic Direction Finder, instrument landing system compatibile sia con gli standard sovietici che con quelli occidentali, ricevitori VHF Omnidirectional Range, due radioaltimetri, transponder radio automatici; gli esemplari in servizio nel Patto di Varsavia vennero dotati anche di transponder identification friend or foe. Erano equipaggiati con luci di navigazione conformi alla normativa ICAO.
L'equipaggio era costituito da 5 persone: 2 piloti e 1 ingegnere di volo e occasionalmente, specialmente per voli transoceanici e voli VIP, un navigatore e un operatore radio; l'equipaggio di cabina comprendeva tra 4 e 8 assistenti. L'imbarco e sbarco dei passeggeri avveniva tramite due porte posizionate sulla sinistra oppure tramite la porta anteriore destra mentre la porta posteriore destra veniva utilizzata per il carico e lo scarico dei servizi di bordo; l'Il-62 era dotato di due uscite di emergenza per lato.

## Versioni

Un Ilyushin Il-62 con i colori dell'egiziana United Arab Airlines (UAA), poi EgyptAir, all'aeroporto di Roma-Fiumicino nel 1971

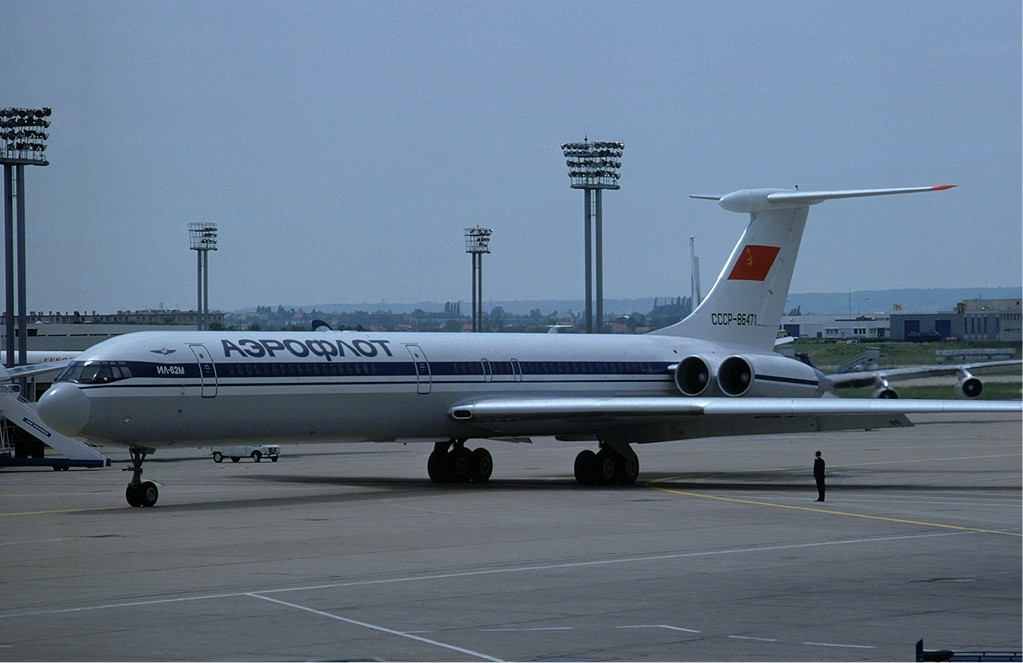
Ilyushin Il-62M CCCP-86471 dell'Aeroflot Soviet Airlines (1977)

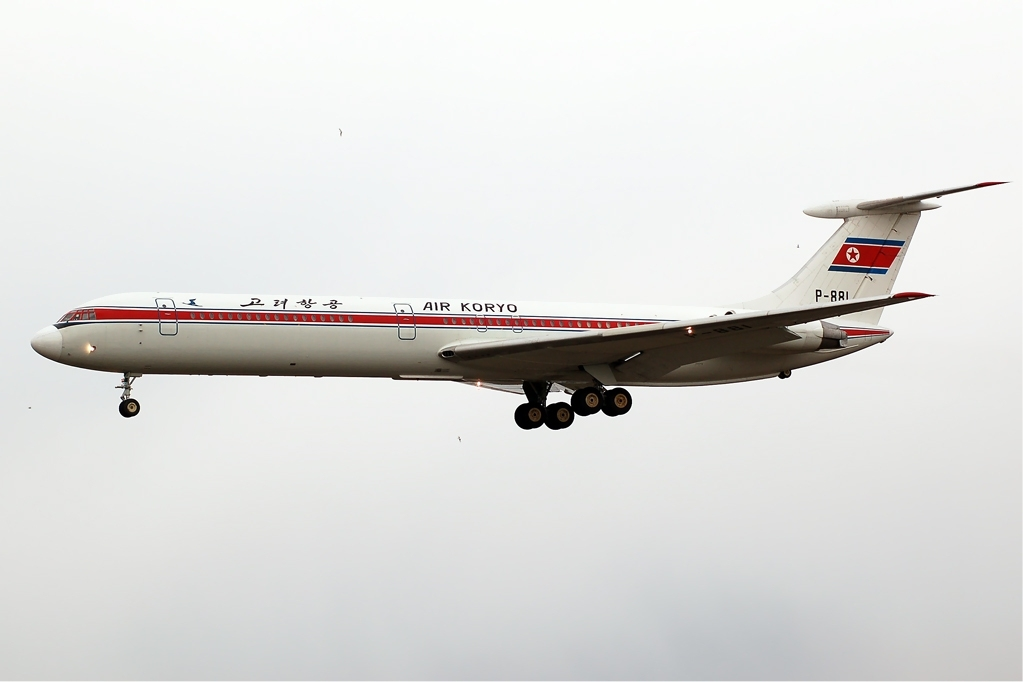
Ilyushin Il-62M P-881 della nordcoreana Air Koryo.

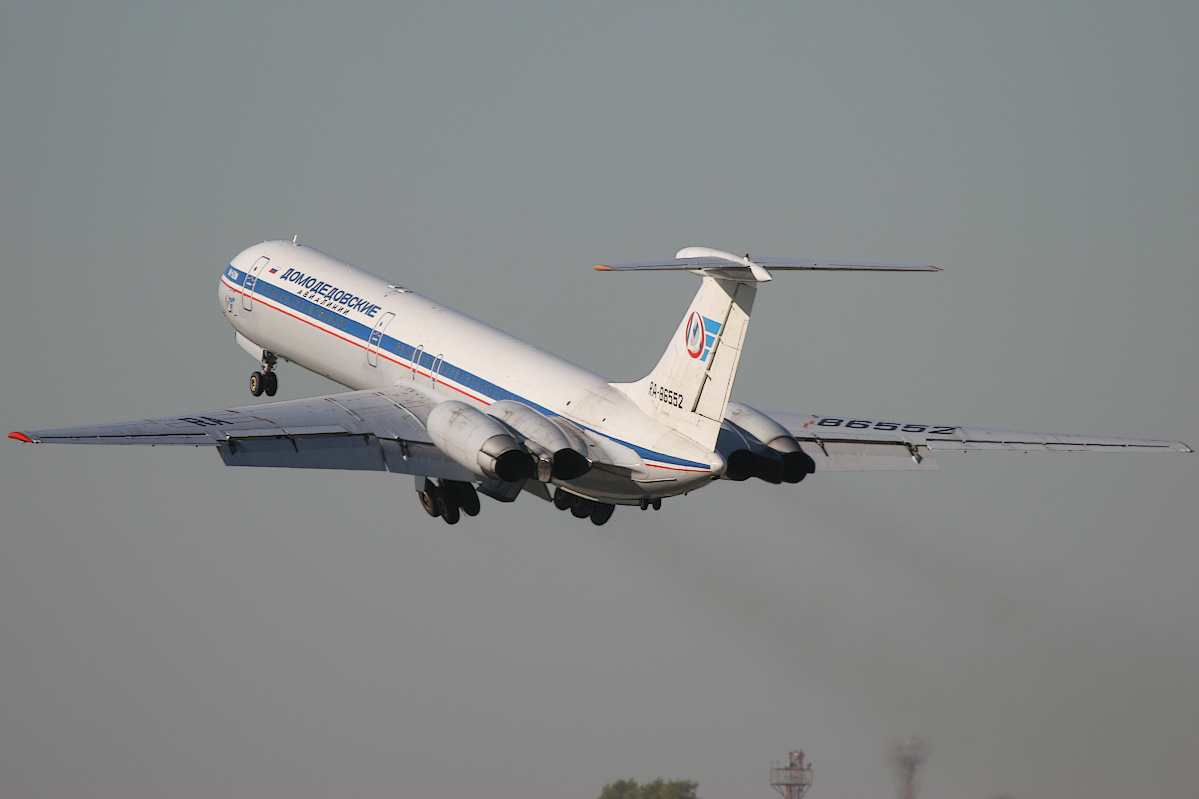
Ilyushin Il-62M della russa Domodedovo Airlines

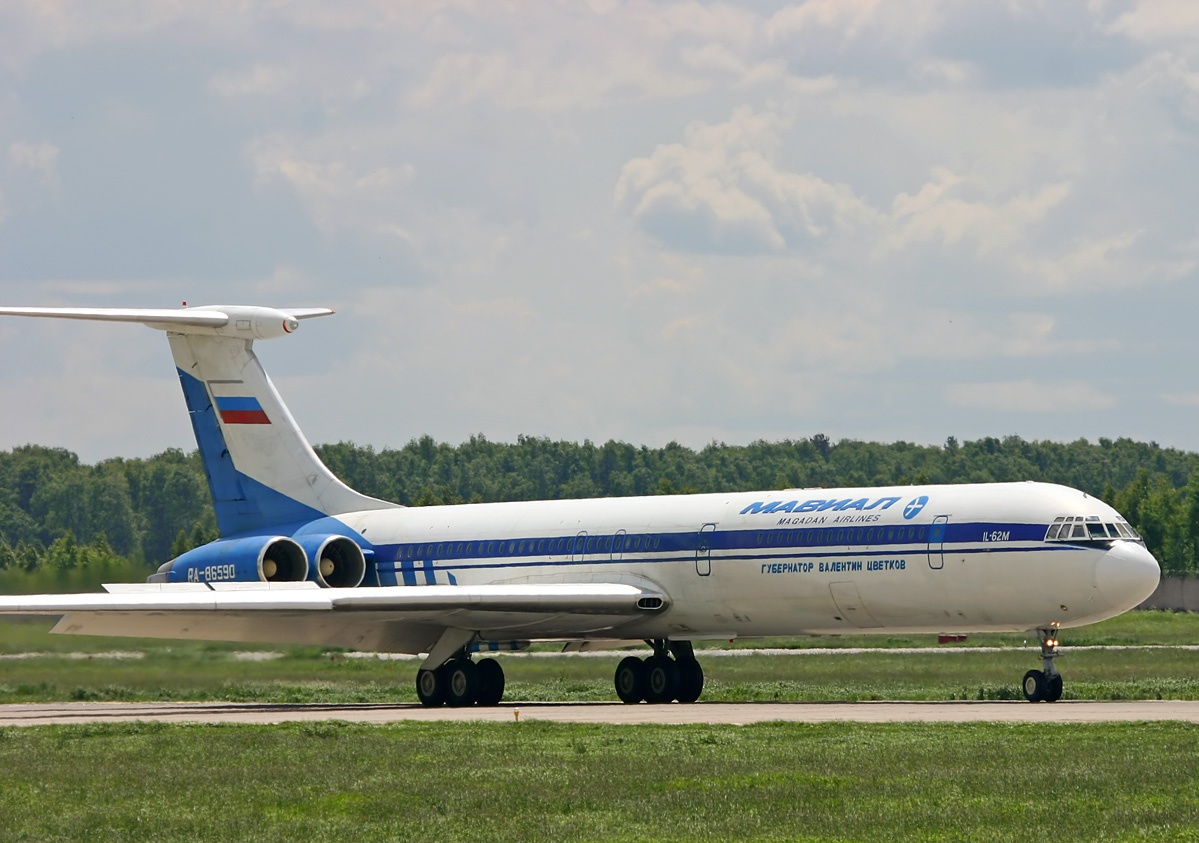
Ilyushin Il-62M della russa Magadan Airlines

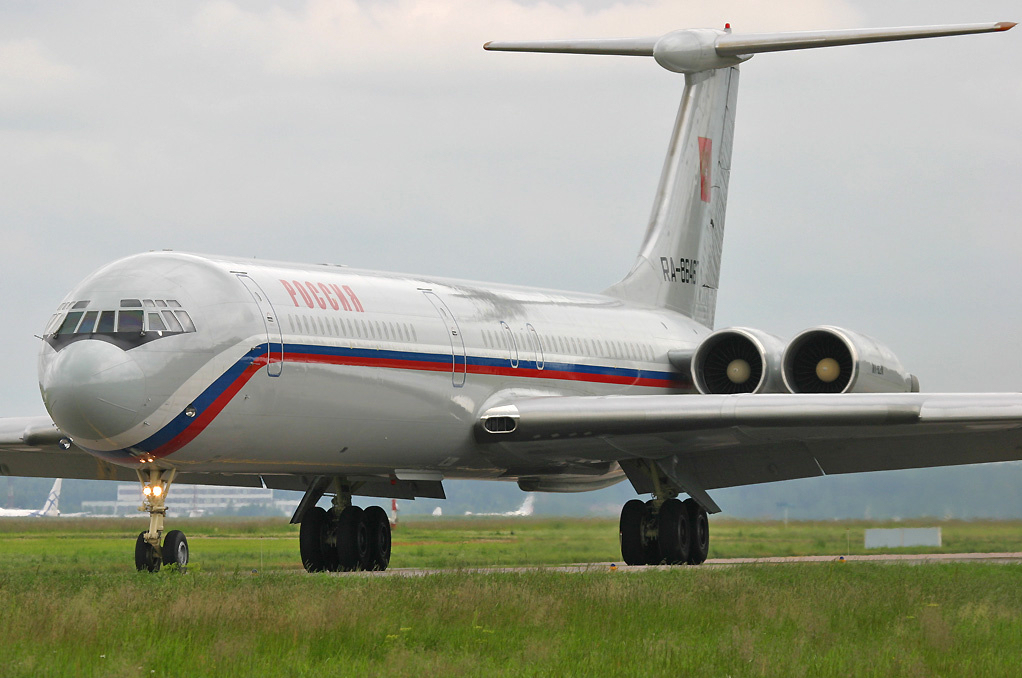
Ilyushin Il-62MK della russa Rossija Airlines

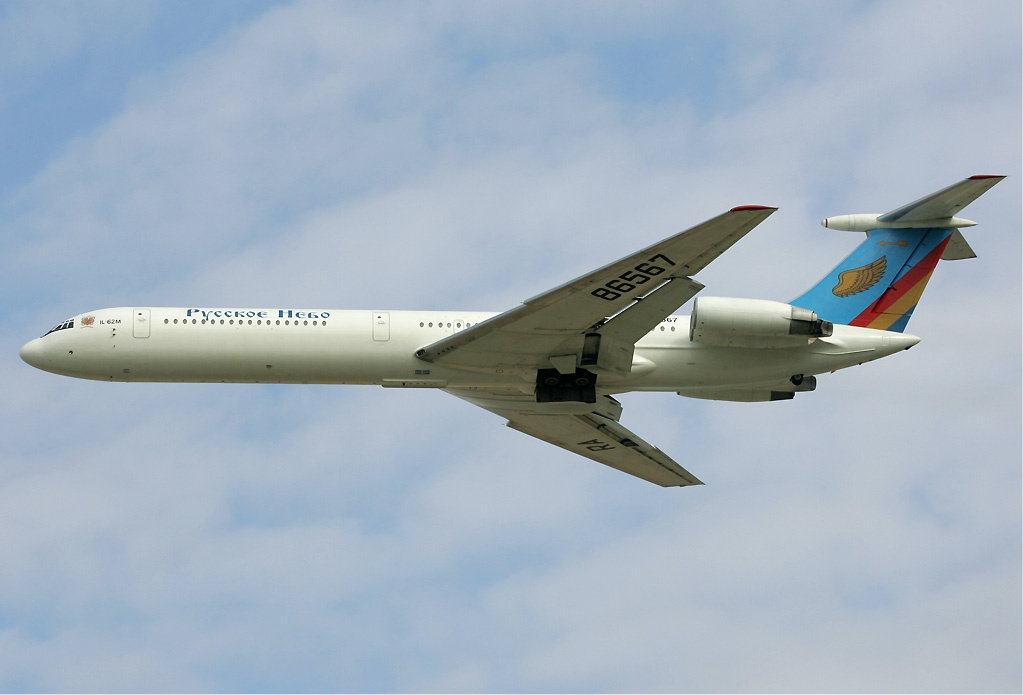
Ilyushin Il-62M della russa Russian Sky Airlines.

Il-62
prototipo, realizzato in 5 esemplari.
Il-62
versione originale di serie in grado di trasportare 186 passeggeri, prodotta in 94 esemplari.
Il-62M
sviluppo del precedente Il-62 equipaggiata con nuovi motori, un serbatoio di combustibile aggiuntivo in fusoliera, flaps semplificati, spoilerons e possibilitata ad invertire la spinta prima di toccare la pista per ridurre la corsa di atterraggio, prodotta in 193 esemplari.
Il-62MK
versione in grado di trasportare 198 passeggeri ed equipaggiata con un nuovo carrello.
Il-62MGr
conversione cargo sviluppata dall'Il-62M in grado di trasportare 40 tonnellate di merci.

## Utilizzatori

### Civili
- 223º Distaccamento Aereo (6)
- Aeroflot
- Air India
- Air Kokshetau
- Air Koryo (4)
- Air Ukraine
- Alim Airlines
- Alpha Airlines
- Aria Air
- Aviaenergo
- Centrafricain
- CAAC
- CSA Czech Airlines
- Cubana de Aviación
- D.E.T.A. Air
- Domodedovo Airlines

- East Line Airlines
- EgyptAir
- Espe Air
- Georgia Air
- Guyana Airways
- Interavia Airlines
- Interflug
- Jetline
- KAPO Avia
- KrasAir
- LAM Mozambique Airlines
- Libyan Arab Airlines
- Polskie Linie Lotnicze LOT
- Malév Hungarian Airlines
- Mavial Magadan Airlines
- Mekong Air International
- Moscow Airways

- New Millennium Air
- Quadrotour-Aero
- Rada Airlines (2)
- Rossija Airlines
- SAT Airlines
- Sayat Air
- TAAG Angola Airlines
- TAROM
- Trans Asian Al
- Tretyakovo
- United Arab Airlines
- Uzbekistan Airways
- VIM-Avia
- Yana Airlines

### Militari
Corea del Nord
- Chosŏn Inmin Kun Konggun

4 Il-62M consegnati, 1 in servizio al novembre 2018.
 Cuba
- Defensa Anti-Aérea y Fuerza Aérea Revolucionaria

 Gambia
- Aeronautica militare del Gambia

1 Il-62M consegnato ed in organico al giugno 2020.
 Georgia
- Sak'art'velos samxedro-sahaero dzalebi

 Germania Est
- Luftstreitkräfte und Luftverteidigung der Deutschen Demokratischen Republik

 Libia
- Al-Quwwat al-Jawiyya al-Jamahiriyya al-'Arabiyya al-Libiyya

 Russia
- Voenno-vozdušnye sily Rossijskoj Federacii

 Sudan
- Al-Quwwat al-Jawwiyya al-Sudaniyya

1 Il-62M in servizio al luglio 2019.
 Ucraina
- Viys'kovo-Povitriani Syly Ukrayiny

 Unione Sovietica
- Sovetskie Voenno-vozdušnye sily

alla dissoluzione dell'Unione Sovietica gli esemplari in carico alla VVS vennero riassegnati alle forze aeree dei rifondati stati indipendenti di Georgia, Russia ed Ucraina.

## Incidenti
Al 2020 gli esemplari andati perduti sono 25, in 12 di questi casi senza vittime. L'Ilyushin Il-62 ha il più basso rapporto di aerei persi rispetto a quelli prodotti rispetto ai suoi concorrenti.
- Il 25 febbraio 1965 il primo prototipo si schiantò in fase di decollo durante un test a peso massimo uccidendo 10 dei 17 occupanti.[14]
- Il 14 agosto 1972 il volo Interflug 450 si schiantò in fase di avvicinamento a Berlino-Schönefeld a causa del distacco della coda dovuto ad un incendio causato da un cortocircuito che aveva compromesso la struttura del velivolo, uccidendo tutti i 156 occupanti e rendendolo il più grave incidente aereo avvenuto in Germania.[15]
- Il 13 ottobre 1972 il volo Aeroflot 217 si schiantò in fase di avvicinamento all'aeroporto di Mosca-Šeremet'evo in condizioni di meteo avverso per cause mai accertate uccidendo tutti i 174 occupanti.[16]
- Il 20 agosto 1975 il volo CSA 540 impattò contro il terreno in avvicinamento all'aeroporto Internazionale di Damasco a causa di un errore dei piloti, causando la morte di 126 occupanti su 128.[17]
- Il 20 maggio 1977 il volo Aeroflot 331 si schiantò a 1 km dall'Aeroporto Internazionale José Martí dopo avere urtato un elettrodotto e subito il danneggiamento delle superfici di controllo uccidendo 68 dei 70 occupanti.[18]
- Il 14 marzo 1980 il volo LOT Polish Airlines 7 subì un cedimento strutturale nel motore 2 durante una riattaccata che danneggiò i motori 1 e 3 e i sistemi di controllo, causandone lo schianto e la morte di tutti gli 87 occupanti.[19]
- Il 6 giugno 1982 il volo Aeroflot 411 entrò in stallo a causa dello spegnimento dei motori 1 e 2 per un presunto allarme incendio, poi rivelatosi falso, causando la perdita di controllo dell'aeromobile e la morte dei 90 occupanti.[20]
- Il 9 maggio 1987 il volo LOT Polish Airlines 5055 si schiantò in seguito alla perdita di controllo dovuta ad un cedimento strutturale del motore 2 che causò un incendio in stiva, provocando la morte dei 183 occupanti.[21]
- Il 3 settembre 1989 il volo Cubana de Aviación 9646 venne investito in decollo da una raffica discendente che ne causò lo schianto al suolo, uccidendo tutti i 126 occupanti e 24 persone in una zona residenziale.[22]
- Il 24 luglio 2009 il volo Aria Air 1525 superò la fine della pista finendo la sua corsa contro un muro perimetrale di cemento dopo essere atterrato all'Aeroporto Internazionale di Mashhad a causa di una velocità di atterraggio eccessiva e di uso improprio degli inversori di spinta e degli spoiler causando la morte di 11 membri dell'equipaggio su 17 e 5 passeggeri su 156; è stato il primo incidente mortale su un Il-62 dal 1989.[23]

## Velivoli comparabili
- Boeing 707
- Douglas DC-8
- Vickers VC10